# Тазаунгдин
Фестивалът Тазаунгдин (на бирмански: တန်ဆောင်တိုင်ပွဲတော်), известен също като Фестивал на светлините, е празник, който се провежда в деня на пълнолунието на осмия месец (тазаунгмон) от бирманския календар. Чества се като национален празник в Мианмар и отбелязва края на дъждовния сезон. Той също така отбелязва началото на сезона катина, по време на който на монасите се предлагат нови одежди и милостиня.
Произходът на фестивала предхожда въвеждането на будизма в Бирма и се смята, че произлиза от фестивала Катика, който почита планетите-пазители в индийската астрология.

## Честване
В цялата страна, най-вече в пагодата Шведагон в Янгон, се провеждат състезания по тъкане на специални жълти монашески одежди, наречени matho thingan ( မသိုးသင်္ကန်း ). По време на тези състезания, които се провеждат в две последователни нощи (втората е нощта на пълнолунието), участниците работят без прекъсване от залез до зори. Традицията е свързана с широко известна история от живота на Буда – усещайки, че Буда скоро ще се роди, майка му Мая, която е преродена в рая на Таватимса, прекарва цялата нощ в тъкане на жълти монашески одежди за него. Нейната сестра Готами (лелята на Буда) продължава тази традиция и всяка година предлага нови дрехи.
В много части на Мианмар се пускат балони с горещ въздух, осветени със свещи, за да отпразнуват деня на пълнолунието, подобно на празненствата И Пенг в Северен Тайланд. Балоните се пускат като дар към свещените предмети в Таватимса, рая в будистката космология и дом на девите, или като начин за прогонване на злите духове. 
Най-известният фестивал Тазаунгдин се провежда в Таунджи, където включва състезание с балони с горещ въздух и фойерверки. Произходът на състезанието с балон с горещ въздух в Таунджи датира от 1894 г., когато британците го провеждат за първи път скоро след анексирането на Горна Бирма.
Даването на милостиня и благотворителността, както религиозни, така и светски, също са важна част от фестивала. Някои хора се прибират по родните си места, за да отдадат почит на старейшините и да посетят пагоди. Много концерти и други светски празненства, като изпълнения на живо на традиционни драми като Yama Zatdaw, също се провеждат между Тадингют (краят на будистките пости) и Тазаунгдин.
В бирманската традиция, по време на деня на пълнолунието през месеца тазаунгмон, бирманските семейства берат пъпки от сиамска касия и ги приготвят на салата, наречена mezali phu thoke (မယ်ဇလီဖူးသုပ်), или на супа. В тази нощ младите мъже празнуват обичай, наречен kyimano pwe (ကျီးမနိုးပွဲ, букв. „Не събуждайте гарваните“), като правят пакости на съседите си или им погаждат номера.